# Rivière Hoosic

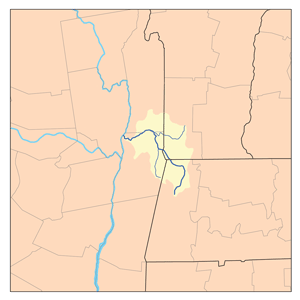
Carte du bassin de la rivière Hoosic

La rivière Hoosic, aussi connue sous les noms Hoosac, Hoosick (principalement à New York) et Hoosuck (pour la plupart archaïques), est un affluent de 122 km de l'Hudson, dans le Nord-Est des États-Unis.

## Toponymie
Les différentes orthographes sont le résultat de différentes transcriptions phonétiques de nom algonquien original de la rivière. Il peut être traduit comme « le lieu au-delà » (comme dans l'au-delà, ou à l'est) ou comme « l'endroit pierreux » (peut-être parce que le lit pierreux de la rivière en basses eaux est habituellement exposé sauf au printemps, ou peut-être parce que les sols locaux sont très rocailleux).

## Géographie
Le bassin de la rivière Hoosic est formé d'affluents qui prennent leurs sources dans les monts Berkshire du Massachusetts, les montagnes Vertes du Vermont et les monts Taconic. La branche principale du Sud de la rivière commence sur le versant ouest des montagnes du nord et remplit le réservoir artificiel de Cheshire dans le comté de Berkshire. À partir de là, la rivière coule vers le nord, ouest et ensuite nord-ouest, passe par les villes de Cheshire, Adams, la ville de North Adams et  Williamstown. Puis elle traverse Pownal dans le coin sud-ouest du Vermont, après quoi elle pénètre dans le comté de Rensselaer, New York. Là, elle traverse les villes de Petersbourg et Hoosick, où elle passe par le barrage hydroélectrique dans le village de Hoosick Falls. (Il y a aussi les barrages Johnsonville, Valley Falls et Schaghticoke). La rivière longe la frontière nord-ouest de la ville de Pittstown, puis traverse la ville de Schaghticoke avec ses villages de Valley Falls et de Schaghticoke avant de rejoindre sa confluence avec le fleuve Hudson à 23 km au nord de la ville de Troy.